# Canovelles
Canovelles ist eine katalanische Stadt in der Provinz Barcelona im Nordosten Spaniens. Sie liegt in der Comarca Vallès Oriental.

## Sehenswürdigkeiten
- Kirche Sant Feliu, erbaut im 11. Jahrhundert